# Galium incanum
Galium incanum là một loài thực vật có hoa trong họ Thiến thảo. Loài này được Sm. mô tả khoa học đầu tiên năm 1806.